# 독일 사회주의노동자당 (1931년)
독일 사회주의노동자당은 독일의 중앙파 마르크스주의 정당이다. 1931년 가을 사회민주당원 20,000명이 탈당하여 결성하였고, 잔류된 독립사회민주당과 합당하여 정식 창당하였다. 이후 1932년 공산당 내의 반대파가 사회주의노동자당으로 이동하였으나 대부분이 공산당 반대파를 형성시켰다. 그럼에도 불구하고 공산당 내의 일부 반대파만 사회주의노동자당에 합류하였다. 1933년에는 국가사회주의 독일 노동자당으로부터 대항하였다.
1934년 이들은 국제사무국 혁명청년기구 창설에 적극 협력하였고, 이들의 의회에는 네덜란드에 본부를 두고 있으나 경찰에 의해 해산되기도 했다. 이렇게 해서 여러 대의원들은 독일에 넘겨지게 된다. 한편 이들은 프랑스 릴에 의회를 다시 재건하였고, 빌리 브란트가 당 내의 의회에 당선되며 노르웨이에서 활동했다.
제2차 세계 대전 기간 동안 일부분의 당원들이 영국에서 거주하면서 활동을 계속하였으나 대부분이 사회민주당원이 되었고, 제2차 세계 대전 이후 더 이상 활동하지 않고 있다. 브란트는 사회민주당 대표가 되면서 총선에 당선되었다.